# Bifusella linearis
Bifusella linearis är en svampart som först beskrevs av Peck, och fick sitt nu gällande namn av Franz Xaver von Höhnel 1917. Bifusella linearis ingår i släktet Bifusella och familjen Rhytismataceae.   Inga underarter finns listade i Catalogue of Life.